# 滋賀県立水口東中学校・高等学校
滋賀県立水口東中学校・高等学校（しがけんりつ みなくちひがしちゅうがっこう・こうとうがっこう）は、滋賀県甲賀市水口町古城が丘にある県立中高一貫校。

## 概要
- 甲賀市のほか、隣接する湖南市、日野町から通学する生徒が多い。
- 愛称は「水東(みなひが)」「東高(ひがしこう)」。
- 文部科学省より、SGHアソシエイト校（スーパー・グローバル・ハイスクール・アソシエイト校）に指定されている。
- 2017年度には現役では初の東京大学合格者を輩出した。

## 沿革
- 1975年（昭和50年）
  - 4月1日 - 校名を「滋賀県立水口東高等学校」とし4学級180名で開校（この年3月に閉鎖された私立城南高等学校志賀分校の校舎を使用）
  - 7月18日 - 水口町民体育館において開校式挙行
- 1979年（昭和54年）3月31日 - プール完工
- 1980年（昭和55年）
  - 4月1日 - 募集定員6学級270名に増員
  - 5月31日 - 新館普通教室完工
- 1981年（昭和56年）6月5日 - 新館普通教室・特別教室・管理棟完工
- 1983年（昭和58年）4月20日 - 格技場完工
- 1984年（昭和59年）9月10日 - 創立10周年記念式典
- 1986年（昭和61年）
  - 3月20日 - 普通教室完工
  - 4月1日 - 募集定員8学級360名に増員
  - 11月28日 - 旧校舎解体
- 1987年（昭和62年）
  - 3月26日 - グラウンド及びテニスコート拡張整地完了
  - 4月1日 - 募集定員9学級405名に増員
- 1988年（昭和63年）3月14日 - 普通教室完工
- 19??年4月1日 - 募集定員10学級470名に増員
- 1991年（平成3年）
  - 3月16日 - セミナーハウス「城山」完工
  - 4月1日 - 募集定員10学級450名に減員
- 1993年（平成5年）4月1日 - 募集定員10学級430名に減員
- 1994年（平成6年）
  - 3月16日 - 募集定員11学級462名に増員
  - 3月25日 - 普通教室完工
  - 10月8日 - 創立20周年記念式典
- 1995年（平成7年）4月1日 - 募集定員10学級410名に減員
- 1996年（平成8年）4月1日 - 募集定員9学級360名に減員
- 2000年（平成12年）4月1日 - 2学期制の実施
- 2002年（平成14年）4月1日 - 募集定員8学級320名に減員
- 2003年（平成15年）
  - 2月28日 - 図書館・技術教室・多目的ホール完工
  - 4月1日 - 滋賀県立水口東中学校開校。募集定員2学級80名、高等学校募集定員7学級280名に減員
- 2005年（平成17年）
  - 4月1日 - 高等学校募集定員6学級240名に減員
  - 10月1日 - 高等学校創立30周年記念式典
- 2011年（平成23年）4月1日 - 3学期制の実施
- 2012年（平成24年）11月17日 - 中学校創立10周年記念式典
- 2020年（令和2年）
  - 4月1日 - 高等学校募集定員5学級200名に減員

## 校歌
- 細川雄太郎作詞／廣嶋均治作曲

## クラブ活動

### 運動部
- 野球部  (男)
- サッカー部  (男)
- 陸上競技部  (男女)
- バスケットボール部  (男女)
- ソフトテニス部  (女)
- バレーボール部  (女)
- 剣道部  (男女)
- ワンダーフォーゲル部  (男女)
- ソフトボール部  (女)
- 水泳同好会  (男女)
- 硬式テニス部  (男)
- 卓球部  (男女)

### 文化部
- 写真部
- 茶華道部
- 科学部
- 吹奏楽部
- 書道部
- 美術部
- 合唱部
- 文芸部
- ESS部
- コンピュータ部
- 演劇部
- 生徒会執行部（高校）

## 著名な卒業生
- 旭堂南湖 - 講談師
- 吉川信幸 - 映画監督
- 増田雅昭 - 気象予報士
- 前川保志花 - タレント

## 著名な教職員
- 山本佳司 - 保健体育科教諭